# تومبورا
تومبورا (بالإنجليزية: Tumbura)‏ هي مدينة من مدن جنوب السودان. يبلغ عدد سكانها 9500 نسمة وذلك حسب إحصائيات سنة 2010 . يبلغ ارتفاع المدينة عن سطح البحر قرابة 680 متر.